# گکوی جیغو
گکوی جیغو (نام علمی: Lucasium byrnei) نام یک گونه از سرده گکوهای زمینی است.